# Monoftong
Een monoftong (van het Griekse μονόφθογγος, "monophthongos" = enkele noot) is in de fonetiek de benaming voor één enkele, "zuivere" klinker die de nucleus vormt van een lettergreep, zoals de /æ/ in het Engelse hat en de /ü/ in het Duitse gut. De articulatie van deze klank begint en eindigt op dezelfde plek.
Een monoftong onderscheidt zich van een diftong en een triftong doordat er geen sprake is van een opeenvolging van twee of drie klinkers of van een of twee klinkers en een halfklinker. Monoftongen worden onderling onderscheiden naar duur (lang of kort) en de precieze plaats van articulatie (voor of achter in de mond, met meer of minder geronde lippen).